# The Dual Role of Bob Brookmeyer
The Dual Rope of Bob Brookmeyer è un album di Bob Brookmeyer, pubblicato nel 1955 dalla Prestige Records.

## Tracce
1. Rocky Scotch – 4:40 (Bob Brookmeyer) – Registrato al "Van Gelder Studio" di Hackensack (New Jersey) il 30 giugno 1955
2. Under the Lilacs – 5:07 (Bob Brookmeyer) – Registrato al "Van Gelder Studio" di Hackensack (New Jersey) il 30 giugno 1955
3. They Say It's Wonderful – 5:49 (Irving Berlin) – Registrato al "Van Gelder Studio" di Hackensack (New Jersey) il 30 giugno 1955
4. Potrezebie – 4:49 (Jimmy Raney) – Registrato al "Van Gelder Studio" di Hackensack (New Jersey) il 30 giugno 1955
5. Revelation – 5:46 (Gerry Mulligan) – Registrato a New York City il 6 gennaio 1954
6. Star Eyes – 4:29 (Gene De Paul, Don Raye) – Registrato a New York City il 6 gennaio 1954
7. Nobody's Heart – 4:25 (Lorenz Hart, Richard Rodgers) – Registrato a New York City il 6 gennaio 1954
8. Loup-Garou – 4:38 (Teddy Charles) – Registrato a New York City il 6 gennaio 1954

## Musicisti
Brani 01, 02, 03 & 04
- Bob Brookmeyer - trombone a pistoni
- Bob Brookmeyer - pianoforte (nei brani 2 & 3)
- Jimmy Raney - chitarra
- Teddy Kotick - contrabbasso
- Mel Lewis - batteria

Brani 05, 06, 07 & 08
- Bob Brookmeyer - trombone a pistoni
- Nancy Overton - voce (solo nel brano 07)
- Teddy Charles - vibrafono, pianoforte
- Teddy Kotick - contrabbasso
- Ed Shaughnessy - batteria